# Ферми (единица)
Вижте пояснителната страница за други значения на Ферми.
Фермѝ (международно означение f) е извънсистемна единица за дължина, употребявана в атомната и ядрената физика. Еквивалентната на фермѝ единица в SI е фемтометър (международно означение fm, от фемто и метър), като двете се различават само по наименованието.
1 f = 1 fm = 10-15 m
Единицата е удобна за използване в ядрената физика, тъй като характерните размери на атомното ядро възлизат на няколко фермѝ.
Фемтометърът се използва и като единица за площ, като 1 квадратен фемтометър е 1/100 барн:
1 fm² = 0,01 b = 10-30 m²